# 光新路站
光新路站位于上海市普陀区石泉路街道，京沪铁路上行线上。车站现由中国铁路上海局集团上海站管理，系五等站，不办理客货运业务，仅作存车使用。

## 站场设施
车站呈西北—东南走向，仅有正线1条（京沪铁路上行线），与之并行的沪宁城际铁路双线、京沪铁路下行线在正线北侧以区间形式通过。车站站场完全位于正线南侧，站房设施夹于正线与车站站场之间。

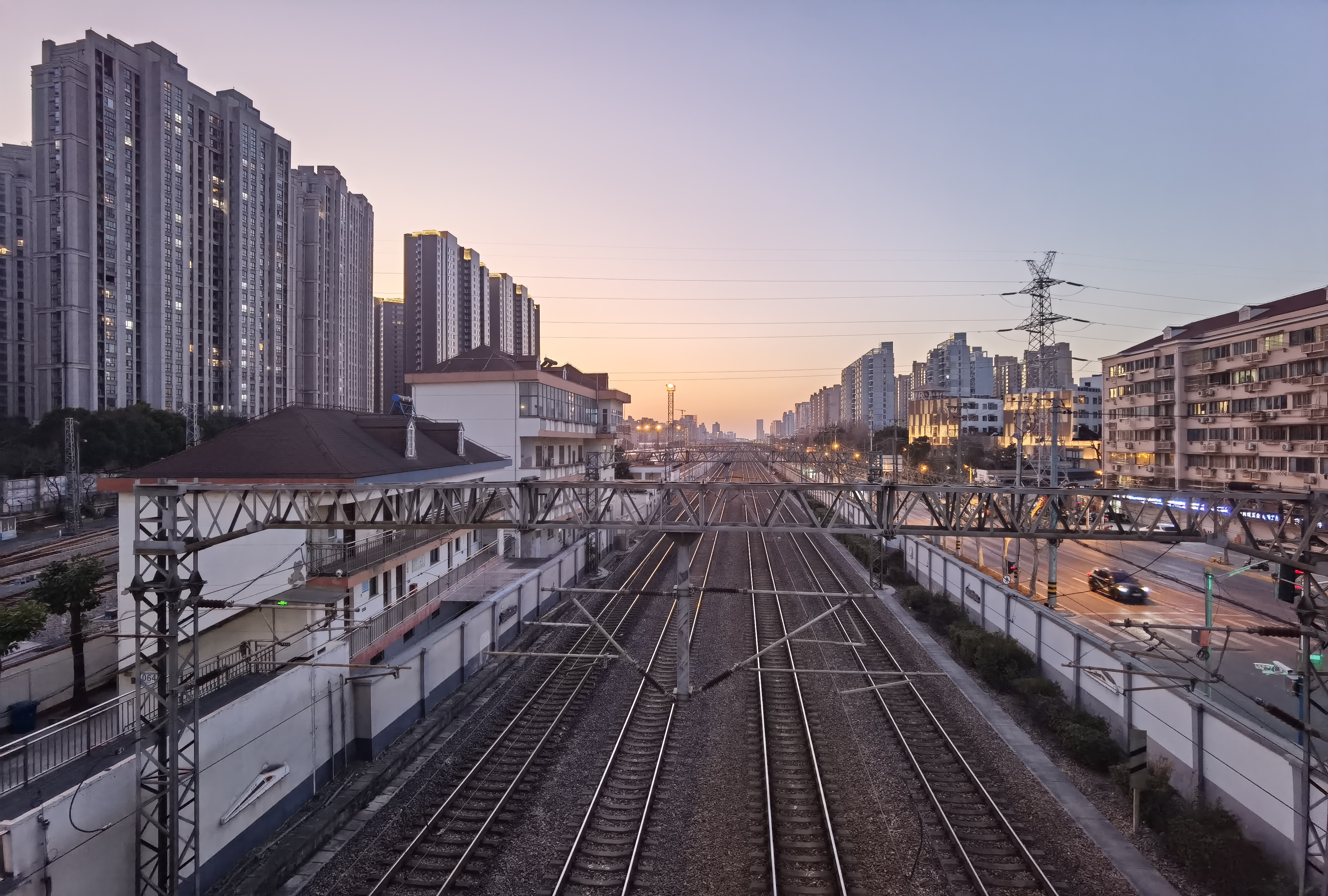
光新路站北侧的铁路股道，自左向右分别是：京沪铁路上行线、沪宁城际铁路上行线、沪宁城际铁路下行线、京沪铁路下行线

## 运营
车站曾办理上海客技站—封浜站通勤业务，2022年1月，该通勤列车取消后，车站不再有客运列车停靠，仅作客运列车车底存车使用。